# Eremomela icteropygialis
Eremomela icteropygialis là một loài chim trong họ Cisticolidae.